# بدى (الشعر)

تعديل مصدري - تعديل

بدى هي إحدى قرى عزلة الوسط بمديرية الشعر التابعة لمحافظة إب، بلغ تعداد سكانها 72 نسمة حسب تعداد اليمن لعام 2004.